# Tun Maung Nil
Tun Maung Nil (* 30. September 1931 in Mergui, Tanintharyi, Birma (Myanmar)) ist ein birmanischer Gewichtheber.

## Werdegang
Tun Maung Nil kam als Jugendlicher zum Gewichtheben. Der kräftig gebaute Athlet begann bei einer Größe von 1,62 Metern seine internationale Karriere als Gewichtheber bei den Olympischen Spielen 1952 in Helsinki. Er kam dort mit einer Dreikampfleistung von 295 kg im Federgewicht auf den 14. Platz.
1954 wurde er in Manila Sieger bei den Asien-Spielen und gewann anschließend bei der Weltmeisterschaft in Wien im Federgewicht mit 330 kg im olympischen Dreikampf hinter den beiden sowjetischen Hebern Rafael Tschimischkian und Iwan Udodow die Bronzemedaille. Er war damit der erste birmesische Gewichtheber, der bei einer Weltmeisterschaft eine Medaille gewann.
Bei der Weltmeisterschaft 1955 in München konnte er diesen Erfolg wiederholen. Er gewann dort eine Gewichtsklasse höher, also im Leichtgewicht mit 355 kg hinter Nikolai Kostylew aus der Sowjetunion und Said Khalifa Gouda aus Ägypten wieder eine Bronzemedaille.
Auch bei den Olympischen Spielen 1956 in Melbourne zeigte Tun Maung Nil im Leichtgewicht eine gute Leistung. Er brachte dort insgesamt 352,5 kg zu Hochstrecke. Diese Leistung reichte in Melbourne jedoch nur mehr zum 8. Platz.
Nicht vom Glück begünstigt war Tun Maung Nil bei seinem dritten Start bei Olympischen Spielen, nämlich 1960 in Rom. Er schaffte dort im Leichtgewicht im beidarmigen Drücken 117,5 kg, hatte allerdings danach drei Fehlversuche im beidarmigen Reißen und trat zum beidarmigen Stoßen nicht mehr an. Letztlich landete er deswegen auf dem 28. Platz.

## Internationale Erfolge
| Jahr | Platz | Wettbewerb             | Gewichtsklasse | Ergebnisse |
| 1952 | 14.   | OS in Helsinki         | Feder          | mit 295 kg (90-87,5-117,5); Sieger: Rafael Tschimischkian, UdSSR, 337,5 kg                                      |
| 1954 | 1.    | Asien-Spiele in Manila | Feder          | vor Rodrigo del Rosario, Philippinen und Chay Weng Yew, Singapur                                                |
| 1954 | 3.    | WM in Wien             | Feder          | mit 330 kg (100-100-130), hinter Rafael Tschmischkian, 350 kg und Iwan Udodow, 350 kg, beide UdSSR              |
| 1955 | 3.    | WM in München          | Leicht         | mit 355 kg (110-105-140), hinter Nikolai Kostylew, UdSSR, 382,5 kg und Said Khalifa Gouda, Ägypten, 365 kg      |
| 1956 | 8.    | OS in Melbourne        | Leicht         | mit 352,5 kg (110-105-137,5); Sieger: Igor Rybak, 380 kg vor Rafael Schabutinow, 372,5 kg, beide UdSSR          |
| 1958 | 4.    | Asien-Spiele in Tokio  | Leicht         | mit 365 kg, hinter Tan Howe Liang, Singapur, 375 kg, Kenji Ōnuma, Japan, 375 kg und Henrik Tamraz, Iran, 370 kg |
| 1960 | 28.   | OS in Rom              | Leicht         | mit 117,5 kg (117,5-00-00); Sieger: Wiktor Buschujew, UdSSR, 397,5 kg                                           |

Erläuterungen
- alle Wettkämpfe im olympischen Dreikampf, bestehend aus beidarmigem Drücken, Reißen und Stoßen
- OS = Olympische Spiele, WM = Weltmeisterschaft
- Federgewicht, Gewichtsklasse bis 60 kg, Leichtgewicht, bis 67,5 kg Körpergewicht